# Concert du nouvel an 2004 à Vienne
Le concert du nouvel an 2004 de l'orchestre philharmonique de Vienne, qui a lieu le 1er janvier 2004, est le 64e concert du nouvel an donné au Musikverein, à Vienne, en Autriche. Il est dirigé  pour la quatrième fois par le chef d'orchestre italien Riccardo Muti, quatre ans après sa dernière apparition.
Johann Strauss II y est toujours le compositeur principal, mais ses frères Josef et Eduard sont représentés avec chacun deux pièces, et leur père Johann présente pour la première fois cinq œuvres en plus de sa célèbre Marche de Radetzky qui clôt le concert. Par ailleurs, Joseph Lanner est de retour au programme après trois ans.
Sept pièces sur les vingt-et-une au total sont jouées pour la première fois au concert du nouvel an.

## Programme

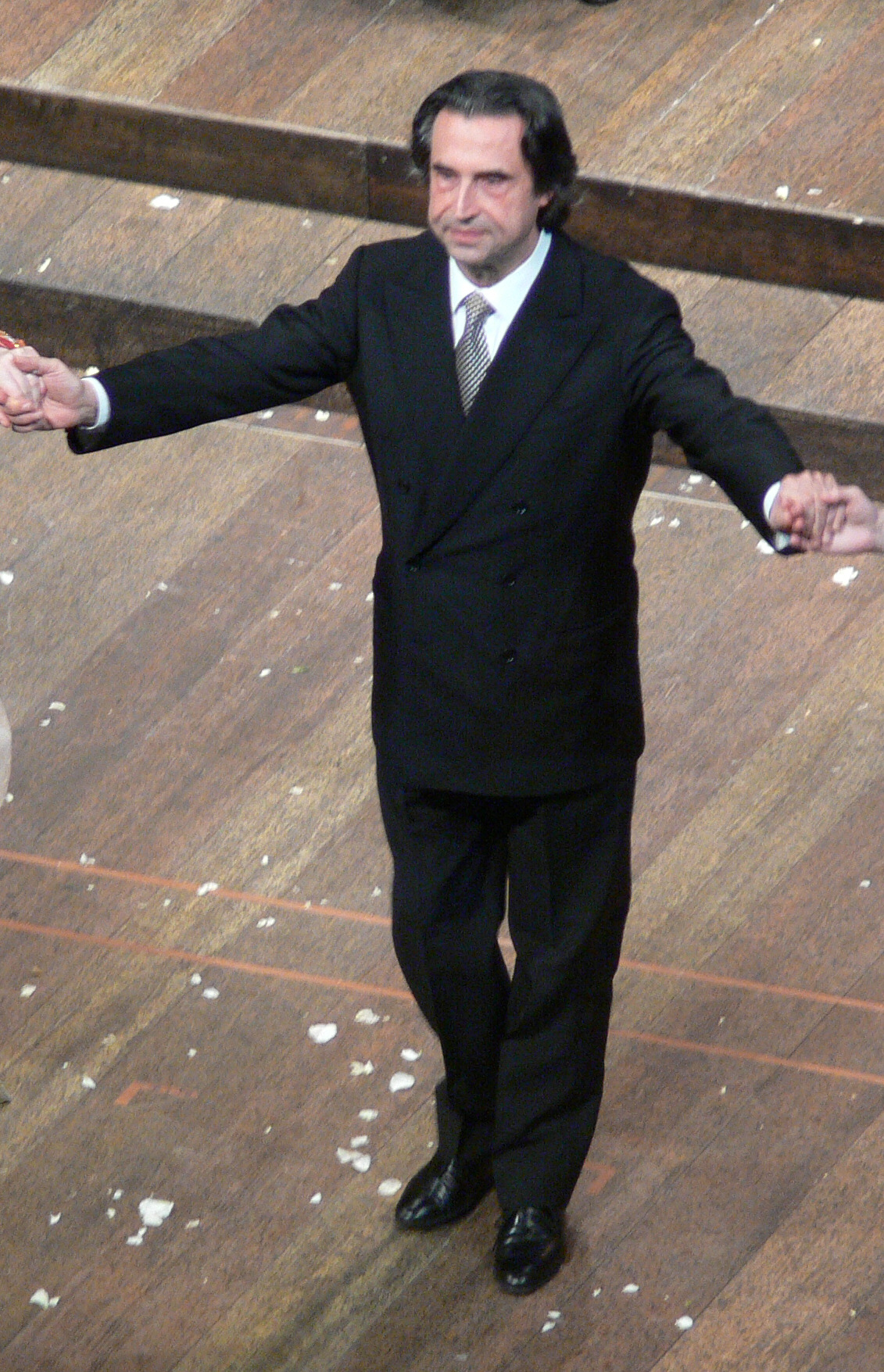
Le chef Riccardo Muti (en 2008)

Les pièces suivies d'un astérisque (*) sont jouées pour la première fois

### Première partie
1. Johann Strauss II : Es war so wunderschön, marche, op. 467*
2. Johann Strauss : Sperl-Polka, polka, op. 133
3. Johann Strauss : Philomenen-Walzer, valse, op. 82*
4. Johann Strauss : Frederica-Polka, polka, op. 239*
5. Johann Strauss : Cachucha-Galopp, galop, op. 97
6. Joseph Lanner : Hofballtänze, valse, op. 161
7. Joseph Lanner : Tarantel-Galopp, galop, op. 125*

### Deuxième partie
1. Johann Strauss II : ouverture de l'opérette Das Spitzentuch der Königin
2. Johann Strauss II : Zigeunerin-Quadrille, quadrille, op. 24*
3. Johann Strauss II : Accelerationen, valse, op.234
4. Johann Strauss II : Satanella-Polka, polka, op. 124*
5. Josef Strauss : Eislauf, polka rapide, op. 261
6. Johann Strauss II : csárdás Klänge der Heimat tirée de l'opérette La Chauve-Souris
7. Eduard Strauss : Mit Vergnügen, polka rapide, op. 228
8. Josef Strauss : Stiefmütterchen, polka-mazurka, op. 183*
9. Johann Strauss II : Champagner-Polka – Musikalischer Scherz, polka, op. 211
10. Josef Strauss : Sphärenklänge, valse, op. 235
11. Johann Strauss II : Im Sturmschritt, polka rapide, op. 348

### Rappels
1. Johann Strauss : Indianer-Galopp, galop, op. 111
2. Johann Strauss II : Le Beau Danube bleu, valse, op. 314
3. Johann Strauss : Marche de Radetzky, marche, op. 228